# Cinémathèque nationale de Pologne
La Cinémathèque nationale de Pologne (en polonais : Filmoteka Narodowa) est une institution culturelle de l'État fondée le 29 avril 1955 par décret du Présidium du gouvernement et établie à Varsovie. Ses activités débutent le 15 juin suivant.
Jusqu'en 1970, la cinémathèque portait le nom d'« Archives centrales du film » (en polonais : Centralne Archiwum Filmowe) puis, jusqu'en 1987, « Cinémathèque polonaise » (en polonais : Filmoteka Polska).